# Lagidium viscacia
La viscaccia boliviana (Lagidium viscacia) è una specie di roditore della famiglia Chinchillidae, diffuso in Argentina, Bolivia, Cile, e Perù.